# Octoceras
Octoceras es un género de fanerógamas perteneciente a la familia Brassicaceae. Comprende una especie, Octoceras lehmannianum.
- Datos: Q9051706
- Especies: Octoceras